# 末日迷蹤
《末日迷蹤》〈Left Behind〉是末世小說系列中的小說，由黎曦庭（Tim LaHaye）及曾健時（Jerry B. Jenkins）所著。這是整個系列中的第一本書，2014年改编成电影《末日迷蹤》。

## 主要人物
- 史雷(Rayford Steele) – 主要人物，航空公司的飛機師
- 史雪(Chloe Steele/Chloe Steele Williams)– 史雷的女兒
- 「波哥」黃金麟(Cameron "Buck" Williams) – 新聞記者和羅錢的好友
- 白保誠(Bruce Barnes) – 新希望教會的助理牧師
- 史愛蓮(Irene Steele ) – 史雷被提的妻子
- Joshua Todd-Cothran – international financier, head of London Stock Exchange
- Jonathan Stonagal – international financier
- Ken Ritz]]
- 羅錢　–　著名植物學家
- 龐士(Steve Plank) – 黃金麟的上司
- 杜虹虹(Hattie Durham) – 史雷的舊情人
- 賈龍（Nicolae Jetty Carpathia）
- 史偉 – 史雷被提的兒子

## 外部連結
- 官方網站 （页面存档备份，存于）